# Hidroxibutilanisol
L'hidroxibutilanisol (en anglès: Butylated hydroxyanisole, BHA) és una mescla de dos isòmers de compostos orgànics, 2-tert-butil-4-hidroxianisol i 3-tert-butil-4-hidroxianisol. Es prepara a partir de 4-metoxifenol i isobutilè. És un sòlid cerós que mostra propietats antioxidants.
De la mateixa manera que el hidroxibutiltoluè (BHT), l'anell aromàtic conjugat del BHA és capaç d'estabilitzar un radical lliure, segrestant-lo. A l'actuar com un agent segrestant, s'eviten posteriors reaccions de radicals lliures.
Els Instituts Nacionals de Salut consideren que el BHA és anticipadament raonable que sigui un carcinogen humà. El seu codi E com additiu alimentari és E320.

## Propietats antioxidants
Des de 1947, el BHA s'ha anat afegint a greixos comestibles per les seves propietats antioxidants que eviten l'enranciment dels aliments, però actualment aquest ús resultacontrovertit i encara que no és clar que sigui realment un carcinogen l'estat de Califòrnia el considera carcinogen.The State of California, has, however, listed it as a carcinogen.